# Empfehlung des Europarats zur freien Ausübung des Anwaltsberufs

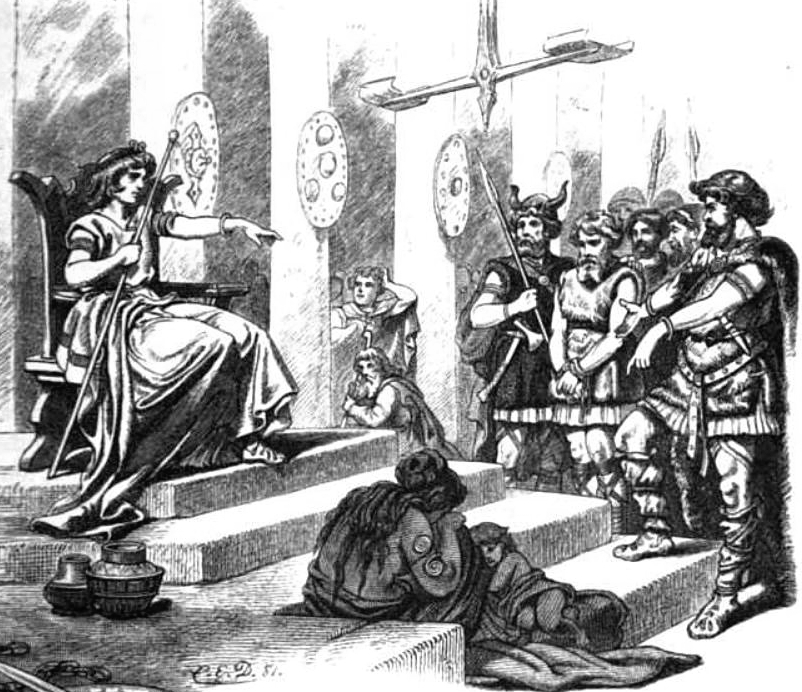
Forseti zu Gericht sitzend (1881) von Carl Emil Doepler

Durch die Empfehlung des Europarats zur freien Ausübung des Anwaltsberufs werden die Mitgliedstaaten des Europarats aufgefordert, sicherzustellen, dass Rechtsanwälte ihren Beruf frei und unabhängig ausüben können. Wie die Umsetzung im nationalen Recht erfolgt, ist dabei den Mitgliedstaaten selbst überlassen.

## Rechtsgeltung

Englischer Barrister vor Gericht

Die Empfehlung des Europarats zur freien Ausübung des Anwaltsberufs sind weder internationales noch nationales Recht, sondern unverbindliche Empfehlungen. Diese Form wird auch als Soft Law bezeichnet und stellt eine weniger strenge Selbstbindung dar, wobei dies nicht zwangsläufig Wirkungslosigkeit bedeutet.
Weder die nationalen Gerichte noch der Europäische Gerichtshof für Menschenrechte sind an die Empfehlung des Europarats zur freien Ausübung des Anwaltsberufs gebunden.

## Ziele und Grundlagen
Ziel ist die Freiheit der Ausübung des Berufs des Rechtsanwalts in den Mitgliedstaaten zu garantieren und damit in weiterer Folge der Schutz der Rechtsuchenden (Parteien) im Verfahren. Anwälte sind als Rechtskundige, die oftmals eine konträre Rechtsposition einnehmen müssen, besonders exponiert und können ihre Mandanten nicht vollumfänglich vertreten, wenn sie mit persönlichen oder wirtschaftlichen Nachteilen oder Sanktionen bei der Berufsausübung bedroht sind. Die Empfehlung des Europarats zur freien Ausübung des Anwaltsberufs hat somit eine ähnliche Funktion wie die richterliche Unabhängigkeit und Weisungsfreiheit.
Der besondere Schutz von Rechtsanwälten findet sich auch in den UN Grundprinzipien betreffend die Rolle von Rechtsanwälten (engl.: Basic Principles on the Role of Lawyers) vom 7. September 1990 und ist auch in nationalen Gesetzen und Standesregeln mehr oder weniger ausgeprägt verankert.
Der Staat hat sicherzustellen, dass Rechtsanwälte in der Lage sind, alle beruflichen Aufgaben ohne Einschüchterung, Behinderung, Schikanen oder unstatthafte Beeinflussung zum Wohl ihrer Mandanten wahrzunehmen. Es ist zu gewährleisten, dass sich Rechtsanwälte sowohl im eigenen Land als auch im Ausland mit dem Mandanten frei beraten können und es ist dafür zu sorgen, dass Anwälte wegen Handlungen, die mit anerkannten beruflichen Pflichten, Verhaltensregeln oder Ehrenpflichten im Einklang stehen, keiner Verfolgung ausgesetzt werden oder negative verwaltungsmäßige, wirtschaftliche oder andere Sanktion erleiden oder auch nur damit bedroht werden.

## Rechtsprechung
In der Rechtssache NIKUI.A v. FINLAND (2002) hat sich der Europäische Gerichtshof für Menschenrechte auf Artikel 20 der UN Grundprinzipien betreffend die Rolle von Rechtsanwälten als auch die Empfehlung des Europarats zur freien Ausübung des Anwaltsberufs (Principle I.4 und III.4) direkt bezogen.

## Zukünftige Entwicklung
Zum besseren Schutz plant der Europarat eine Europäische Konvention über den Beruf des Rechtsanwaltes zu schaffen. Am 13. Oktober 2016 haben 22 Mitglieder der Parlamentarischen Versammlung des Europarates eine Beschlussempfehlung an das Ministerkomitee abgegeben, die Arbeiten an einer Konvention aufzunehmen. Der Ausschuss für Recht und Menschenrechte des Europarates hat am 7. März 2017 Sabien Lahaye-Battheu, Rechtsanwältin und Parlamentarierin in Belgien, als Berichterstatterin für einen Entwurf einer Europäischen Konvention über den Beruf des Anwalts benannt.
Durch die Änderung der bisher unverbindlichen Empfehlung zur freien Ausübung des Anwaltsberufs in eine zukünftige bindende Konvention sollen die Grundprinzipien der freien Berufsausübung der Rechtsanwälte festgeschrieben werden und Rechtsanwälten effektiv bei der Berufsausübung geschützt werden, auch dann, wenn innerstaatliche Rechtsschutzmöglichkeiten versagen. Dies insbesondere in den Fällen der Bedrohung der Rechtsstaatlichkeit, wenn z. B. Rechtsanwälte als Menschenrechtsverteidiger tätig sind.